# Jan z Rottalu
Jan Antonín hrabě z Rottalu (německy Johann Anton Reichsgraf von Rottal; 1605 Štýrský Hradec – 4. prosince 1674 Vídeň) byl moravský šlechtic z původně štýrského rodu Rottalů. Řadu let zastával nejvyšší zemské úřady na Moravě a za třicetileté války se stal významnou osobností habsburské monarchie, jeho působení nakonec přesáhlo i hranice Moravy. Byl povýšen na hraběte a získal Řád zlatého rouna, pro svou rodinu vybudoval rozsáhlé majetkové zázemí na Moravě (Holešov, Napajedla). Díky bezohlednému výkonu státních úřadů a utlačování poddaných se mu dostalo přezdívky zlý Rotál.

## Život a kariéra

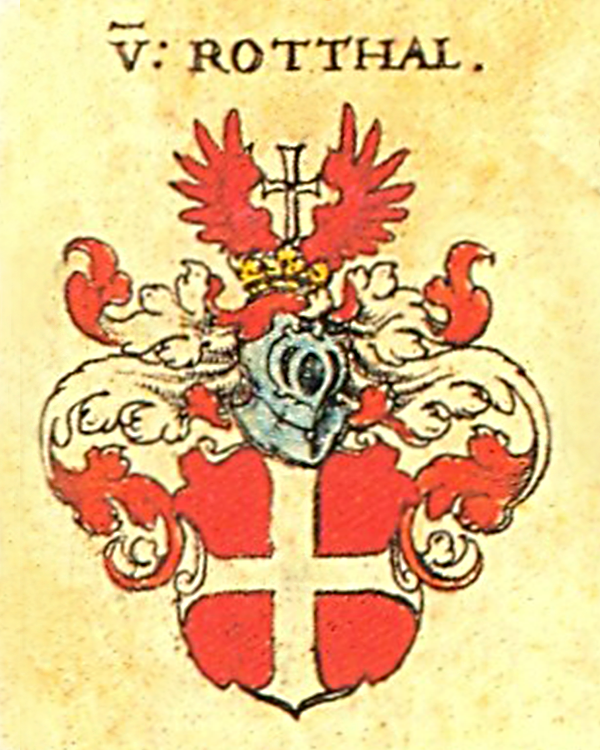
Erb Rottalů

Narodil se kolem roku 1605 jako starší syn Jana Jakuba z Rottalu († 1624) a jeho manželky Marie Felicie Thurzové z významné uherského rodu. Jan Antonín zdědil po otci panství Napajedla, kromě toho také dědičný úřad nejvyššího komorníka nad stříbry ve Štýrsku, který rodině náležel od roku 1536. V raném mládí vstoupil do služeb kardinála Františka z Ditrichštejna, který byl jeho vzdáleným příbuzným. Stal se jeho komorníkem a spravoval statky olomouckého biskupství, v letech 1633–1637 byl hejtmanem Hradištského kraje. V roce 1635 se stal hofrychtéřem manského soudu olomouckého biskupství, zároveň byl jmenován císařským komorníkem. Krátce nato se mu i přes úmrtí dlouholetého příznivce kardinála Ditrichštejna podařilo ještě více upevnit postavení na Moravě, kde byl postupně nejvyšším sudím (1637–1642) a nejvyšším komořím (1642–1648).
Spolu s Kryštofem Pavlem z Lichtenštejna-Kastelkornu a Františkem Magnisem byl v letech 1640–1642 správcem úřadu moravského zemského hejtmana, mezitím byl v roce 1641 povýšen do stavu říšských hrabat. Kromě civilních funkcí byl na Moravě také generálním vojenským komisařem a komisařem pro ubytování armády. Díky matce znal dobře prostředí Valašska, proto byl také v letech 1643–1644 pověřen potlačením valašských rebelií a získal přitom značné pravomoci od císaře pro celou oblast východní Moravy. Vojenskému zákroku proti Valachům velel osobně, po jejich definitivní porážce v bitvě u Vsetína pak v Brně předsedal soudu nad předáky vzpoury. Na 200 jich nechal popravit, došlo také na vypalování valašských vesnic. Jako generální vojenský komisař pro Moravu měl důležitou úlohu v době švédského vpádu (1645–1647), kdy měl na starost zásobování císařské armády.
Jeho kariéra vyvrcholila po třicetileté válce, kdy se stal zemským hejtmanem na Moravě (1648–1655), od roku 1649 měl nárok na predikát Vysokorodý a blahorodý před hraběcím titulem a v roce 1650 se stal císařským tajným radou. V témže roce byl vyroben ceremoniální hejtmanský meč, který nese Rottalovo jméno. Jako moravský zemský hejtman byl předním iniciátorem rekatolizační politiky a byl též předsedou zvláštní komise pro vymáhaní daňových nedoplatků, které se nahromadily během třicetileté války. V rámci hospodářského oživení také usiloval o splavnění řeky Moravy.
Po rezignaci na úřad moravského zemského hejtmana (1655) se trvale usadil ve Vídni, zúčastnil se korunovace Leopolda I. českým králem, ale jeho vliv u dvora poklesl, nicméně v roce 1663 obdržel Řád zlatého rouna. V roce 1661 byl vyslán jako císařský zplnomocněnec do Uher, kde měl zamezit vzpouře uherské šlechty proti Habsburkům. To se mu zpočátku nedařilo, nakonec bylo ale Wesselényiho spiknutí zlikvidováno a jeho předáci v roce 1671 skončili na popravišti v Bratislavě. Rottal poté získal rozsáhlé pravomoci pro správu Uher a provedl konfiskaci majetku účastníků povstání. Svou činnost zde ukončil v roce 1673 a zemřel ve Vídni 4. prosince 1674.

## Majetkové a rodinné poměry

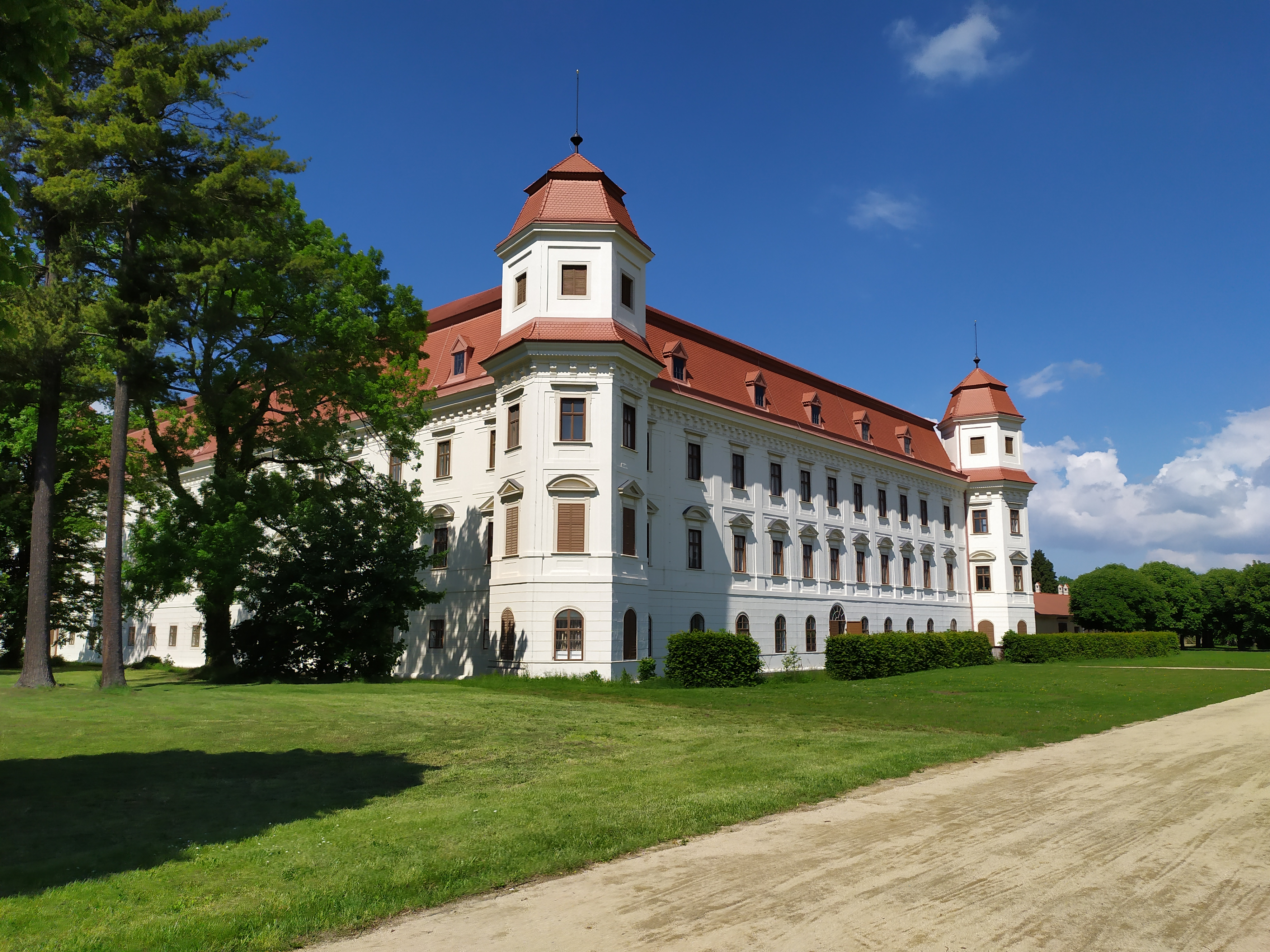
Zámek Holešov, hlavní sídlo Rottalů

Po otci byl dědicem panství Napajedla (1625), musel se ale finančně vyrovnat s mladším bratrem Ondřejem. Od roku 1626 byl ženatý s Alenou Bruntálskou z Vrbna († 1651), dědičkou panství Kvasice. Tento majetek od ní koupil v roce 1636 za 24 000 zlatých a krátce nato získal i sousední Tlumačov (1638 za 20 000 zlatých). Některé jeho akvizice měly čistě spekulační charakter, kdy nabyté statky obratem prodával se ziskem (Veselí nad Moravou, 1647–1652). Po skončení třicetileté války nechal postavit starý zámek v Napajedlích a upravit tvrz v Kvasicích.
Největším přínosem byl nákup panství Holešov a Bystřice pod Hostýnem, která získal 17. prosince 1650 od Lobkoviců za 200 000 zlatých, zároveň se zavázal k zaplacení dluhů přesahující sumu 30 000 zlatých. Holešov vzápětí učinil svým hlavním sídlem a přestavbou zámku pověřil císařského architekta Filiberta Lucchese. Lucchese byl také projektantem holešovského kostela Nanebevzetí Panny Marie, který nechal Jan z Rottalu postavit na vlastní náklady. V dubnu 1653 zakoupil od Kateřiny Bukůvkové z Bukůvky za 18 000 zlatých panství Třemešek u Šumperka, které však obratem v září téhož roku prodal Přemyslavovi III. ze Žerotína za 21 500 zlatých.
Po úmrtí první manželky Aleny Bruntálské z Vrbna († před 1651) se Jan z Rottalu v  roce 1652 znovu oženil a jeho druhý sňatek byl prestižní záležitostí dokládající vzestup rodu Rottalů. Jeho druhou manželkou se v Praze stala Anna Marie ze Šternberka, dcera nejvyššího purkrabího Adama ze Šternberka a vdova po Oldřichu Adamovi z Lobkovic. Po něm také Anna Marie zdědila panství Bílinu v severních Čechách, které pak odkázala Janovi z Rottalu (1654). Na Bílinu ale vznesli nárok další příbuzní z rodu Lobkoviců, kteří ji také nakonec v roce 1656 získali. V rámci vyrovnání ale Kryštof Ferdinand z Lobkovic přenechal Rottalovi panství Horní Beřkovice
Jediná Rottalova dcera z prvního manželství Marie Eleonora (1629–1670) se roku 1650 v Brně provdala za hraběte Ferdinanda Arnošta z Valdštejna (1622–1656), pozdějšího nejvyššího komorníka Českého království. Jejich sňatek znovu dokládá vysokou platební schopnost Jana z Rottalu, protože své jediné dceři při příležitosti svatby věnoval 110 000 zlatých. Marie Eleonora z Valdštejna však zemřela dříve než otec a Janovi z Rottalu tak její smrtí připadlo panství Štiřín poblíž Prahy, které vzápětí prodal (1670–1671).

## Závěr života a smrt
Jan z Rottalu zemřel bez mužského potomka a jeho statky přesahující hodnotu půl miliónu zlatých (Holešov, Bystřice pod Hostýnem, Napajedla, Tlumačov, Kvasice) zdědili jeho vzdálení příbuzní, bratři Jan Kryštof (1635–1699) a Julius Vilém (1637–1699). Ti se o statky rozdělili, přičemž majetek v severních Čechách (Horní Beřkovice) vzápětí prodali (1676), vídeňský palác drželi společně.